# 拉比奧薩河
46°50′06″N 9°32′46″E / 46.83498°N 9.54606°E

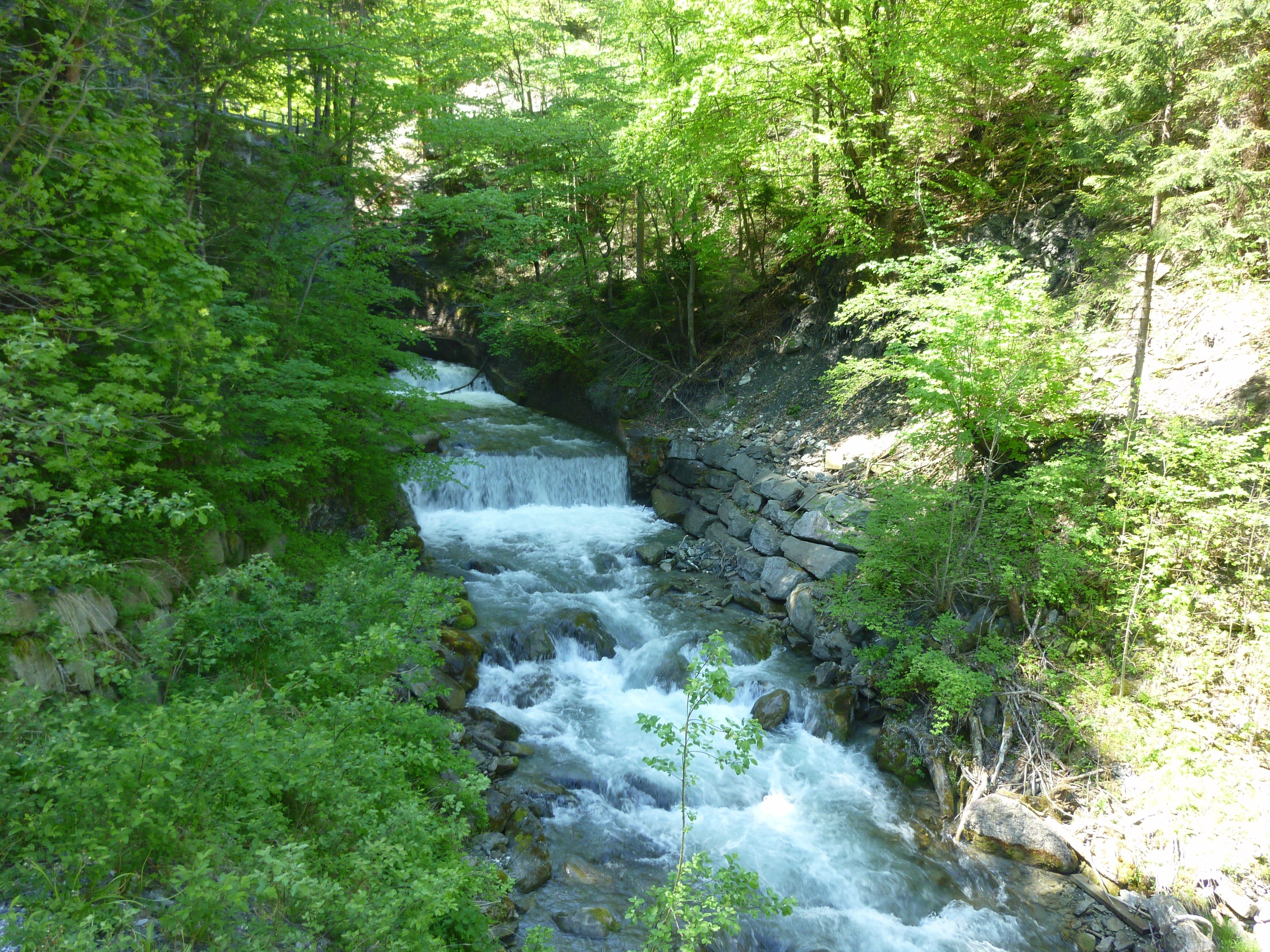

拉比奧薩河是瑞士的河流，位於該國東南部，流經格勞賓登州，屬於普萊蘇爾河的左支流，河道全長9.6公里，流域面積52.6平方公里。